# Ropica vinacea
Ropica vinacea är en skalbaggsart som beskrevs av Francis Polkinghorne Pascoe 1865. Ropica vinacea ingår i släktet Ropica och familjen långhorningar.
Artens utbredningsområde är Sarawak. Inga underarter finns listade i Catalogue of Life.